# Morelia
Morelia je hlavní město mexického unijního státu Michoacán. Město se nachází v údolí Guayangareo v centrální části Mexika. Morelia je největším a nejlidnatějším městem Michoacánu, patří mezi 20 největších mexických měst. Podle údajů ze sčítání obyvatelstva zde v roce 2010 žilo 597 511 osob, v celé metropolitní oblasti okolo Morelie pak 806 822 obyvatel. Jako hlavní město Michoacánu představuje Morelia i jeho kulturní, politické, ekonomické a společenské centrum. Je také sídlem jedné z 18 mexických arcidiecézí římskokatolické církve a několika univerzit.

## Historie
Město založil v roce 1541 první místokrál Nového Španělska Antonio de Mendoza. V předkolumbovském období se místo, na kterém vznikla Morelia, nazývalo Guayangareo. V prvních letech evropské kolonizace dostalo název Ciudad de Mechuacán, ale již v roce 1545 bylo přejmenováno na Valladolid podle stejnojmenného španělského města. Název Morelia dostalo město až v roce 1828 po jednom z vůdců mexické války za nezávislost a zdejším rodákovi jménem José María Morelos.
Od roku 1991 figuruje historické centrum Morelie na seznamu kulturního světového dědictví UNESCO. Bylo vystavěno v 16. století a je ukázkovým příkladem španělské renesanční architektury obohacené o prvky původního mezoamerického umění. Tato zástavba byla následně doplněna o stavby v barokním či neoklasicistním stylu.

## Vysoké školství
V Morelii sídlí univerzita s názvem Universidad Michoacana de San Nicolás de Hidalgo, která byla založena v roce 1551. Ve městě působí několik dalších vysokých škol a výzkumných ústavů, např. Universidad Nacional Autónoma de México, Universidad Tecnológica de Morelia, Instituto Tecnológico de Morelia a Instituto Tecnológico del Valle de Morelia.

## Významní rodáci
V Morelii se narodila řada osobností mexického společenského života.
- Agustín de Iturbide - první mexický císař
- José María Morelos - jeden z hlavních představitelů mexické války za nezávislost
- Felipe Calderón - mexický prezident

## Fotogalerie

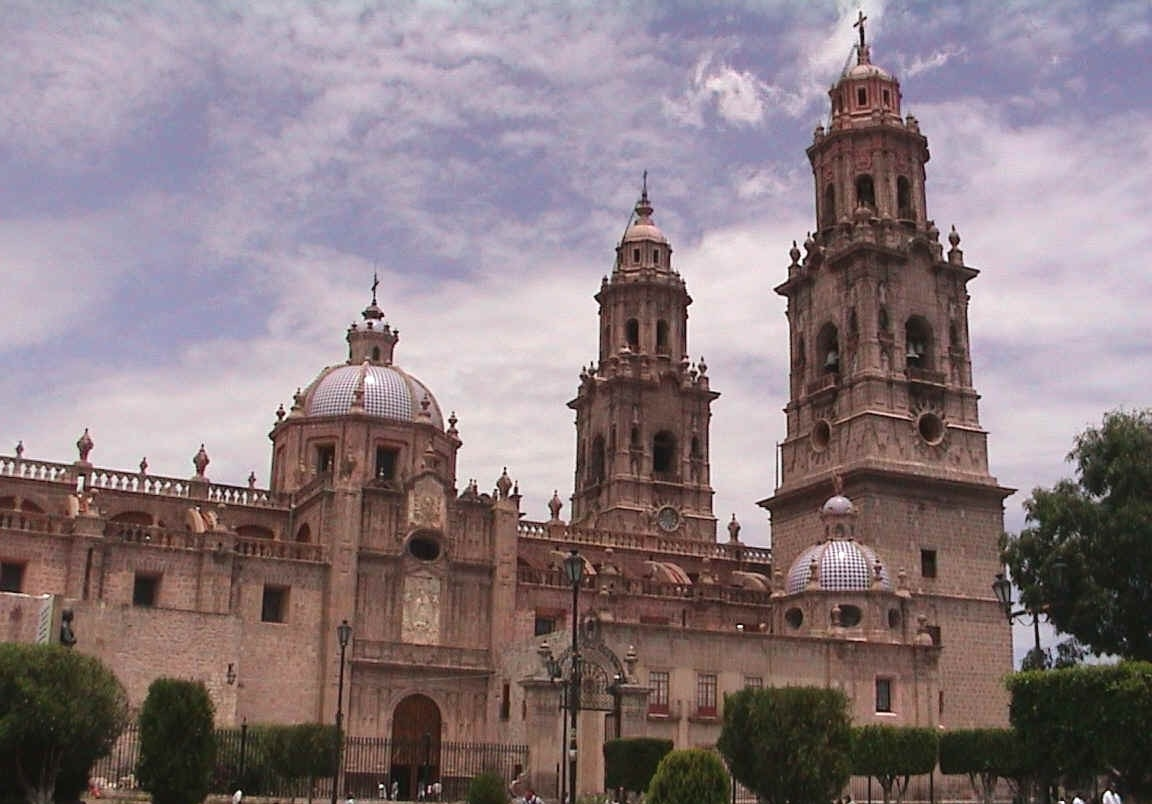
Katedrála Proměnění Páně v Morelii
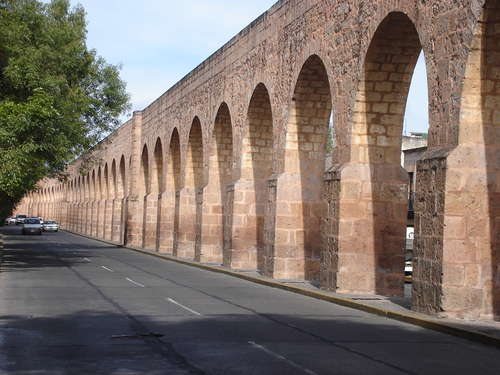
Akvadukt v Morelii
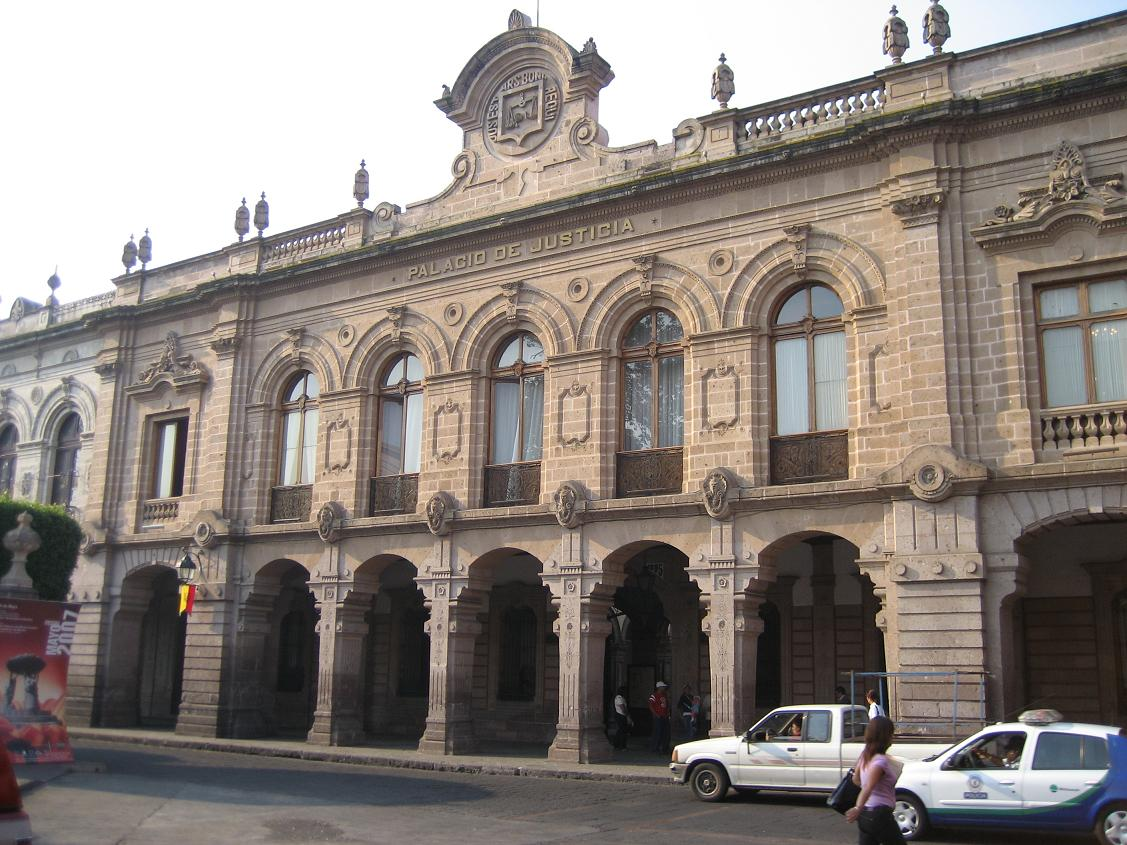
Bývalý soudní palác
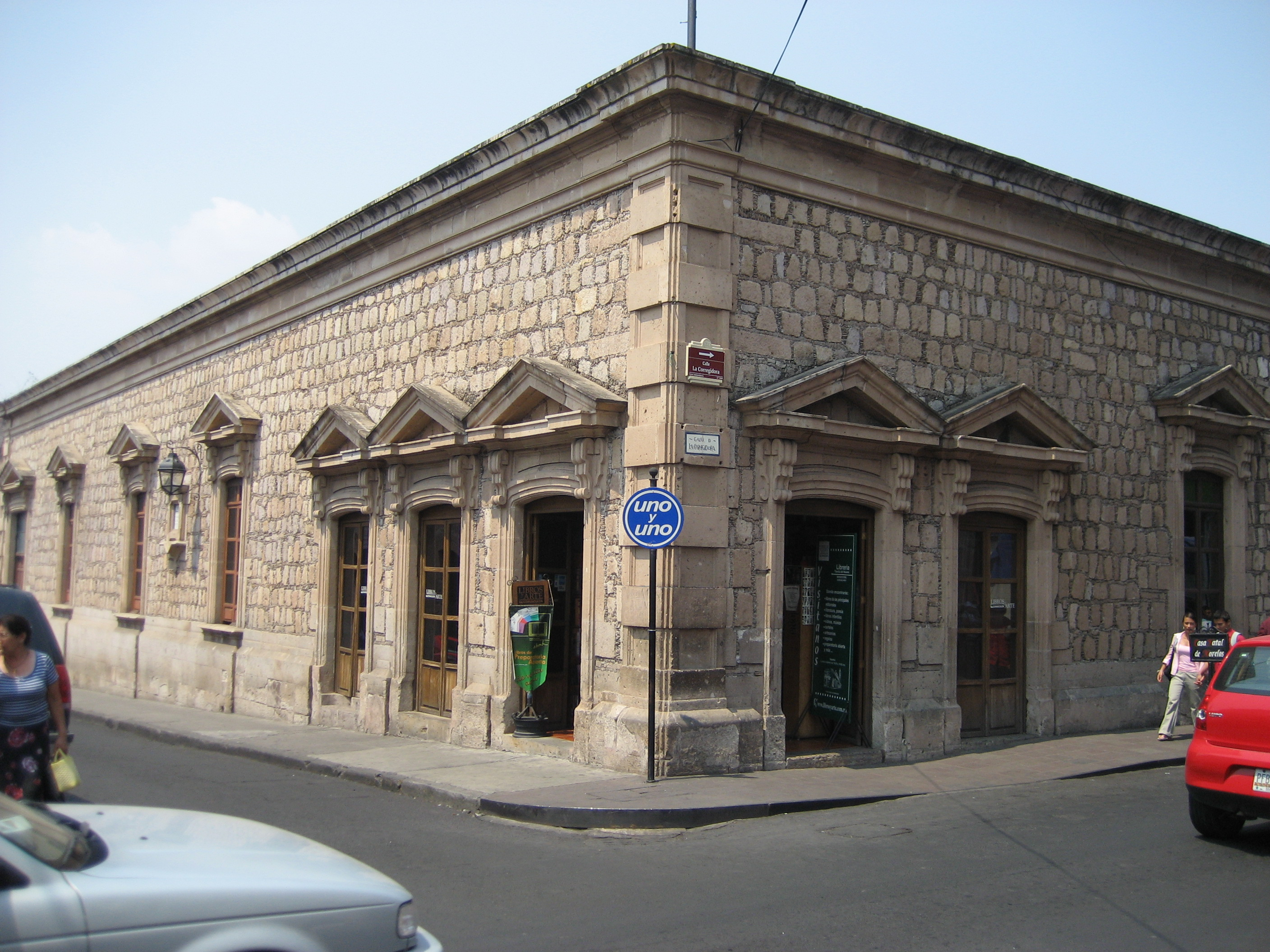
Rodný dům Josého Maríi Morelose
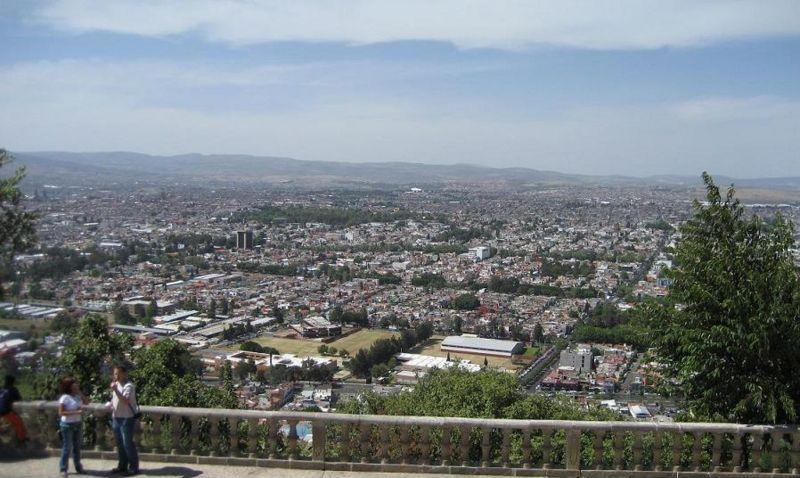
Pohled na město Morelia
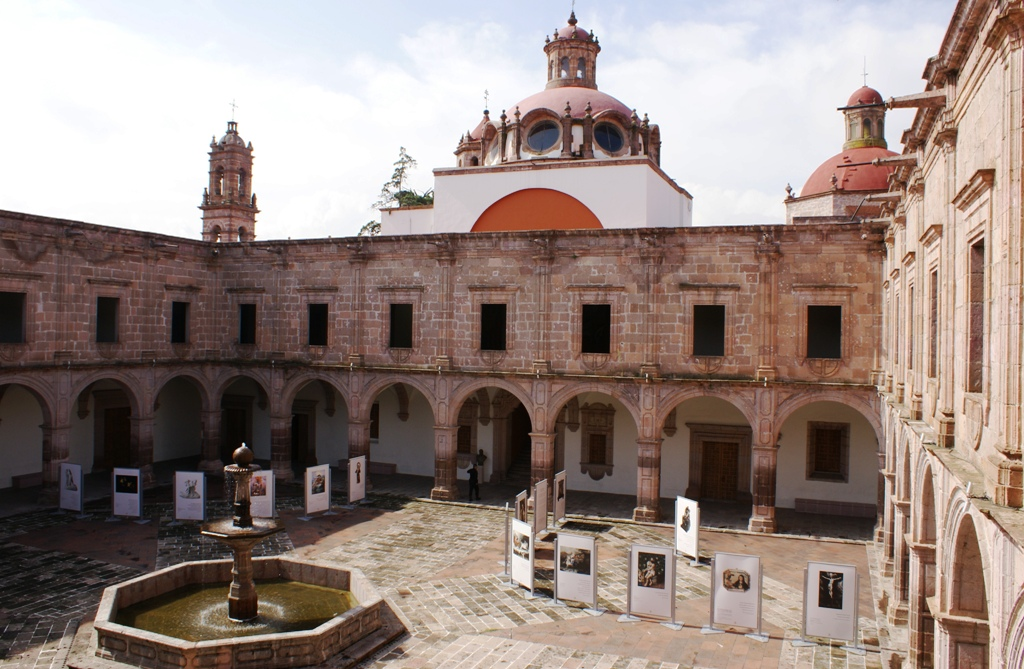
Kulturní centrum Clavijero
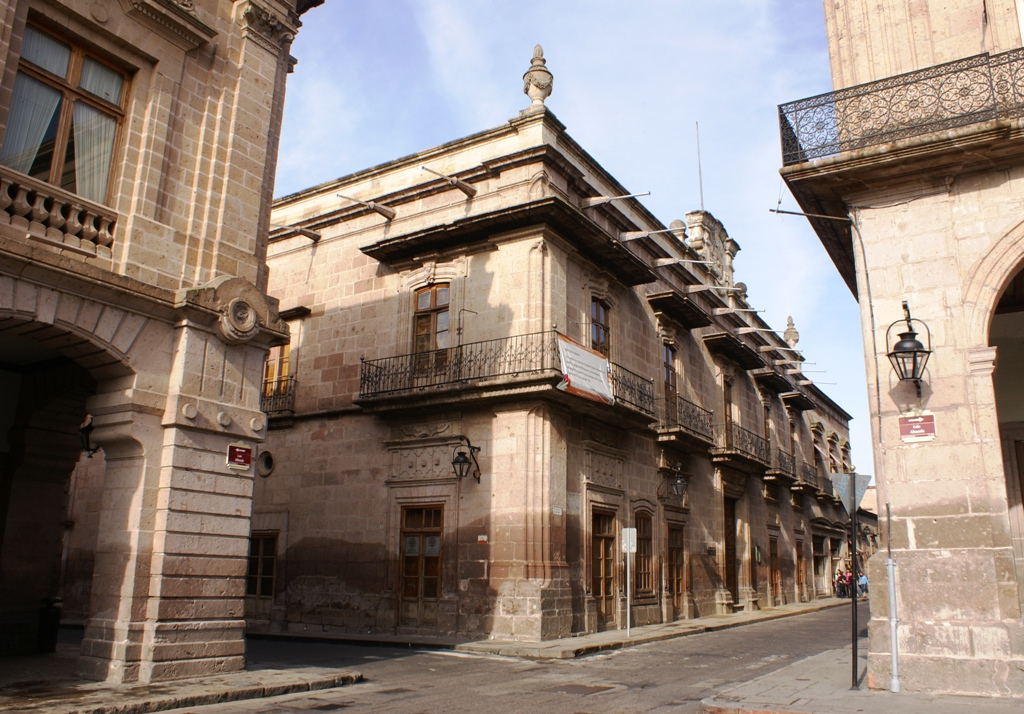
Regionální muzeum Michoacánu
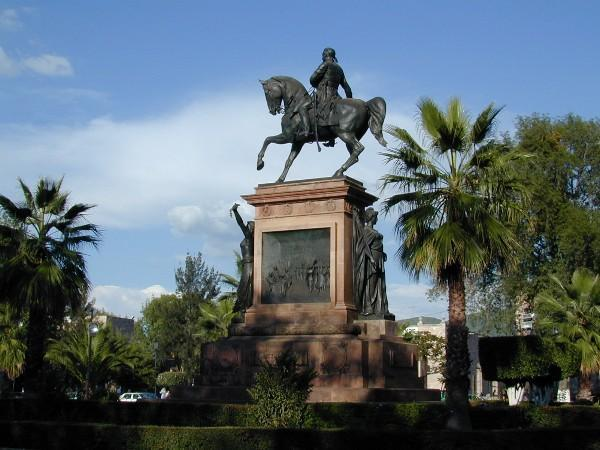
Socha Morelose